# Vila Ribeiro
Vila Ribeiro é um bairro rural (área urbana isolada) do município brasileiro de Jaú, no interior do estado de São Paulo.

## História

### Formação administrativa
- Distrito policial de Vila Ribeiro criado em 16/01/1908 no município de Jaú[3].

## Geografia

### Demografia

#### População urbana
| Crescimento população urbana | Crescimento população urbana | Crescimento população urbana | Crescimento população urbana |
| Censo                        | Pop.                         |                              | %±                           |
| ---------------------------- | ---------------------------- | ---------------------------- | ---------------------------- |
| 1991                         | 527                          |                              | —                            |
| 2000                         | 556                          |                              | 5,5%                         |
| 2010                         | 518                          |                              | −6,8%                        |
| Fonte: IBGE e Fundação SEADE |                              |                              |                              |

Até o Censo 2010 (IBGE) Vila Ribeiro era classificado pelo IBGE como área urbana isolada do distrito sede.

### Rodovias
O principal acesso ao bairro é a Rodovia Otávio Pacheco de Almeida Prado (SP-255).

## Serviços públicos

### Saneamento
O serviço de abastecimento de água é feito pela Águas de Jahu (CAJA).

### Energia
A responsável pelo abastecimento de energia elétrica é a CPFL Paulista, distribuidora do grupo CPFL Energia.

## Religião

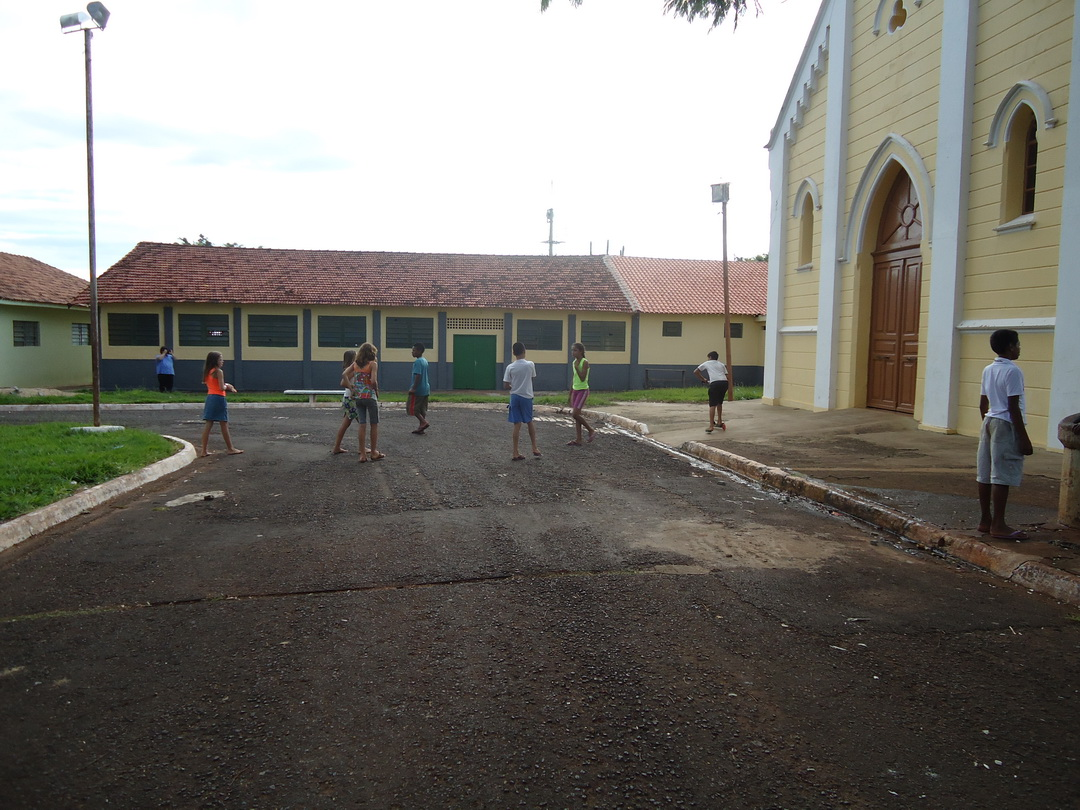
Igreja.

O Cristianismo se faz presente no bairro da seguinte forma:

### Igreja Católica
- Capela de São João Bartista - faz parte da Diocese de Jaú[10].

### Igrejas Evangélicas
- Congregação Cristã no Brasil[11].